# 首尔站城市航站楼
37°33′13″N 126°58′11″E / 37.5537°N 126.9696°E
首尔站城市航站楼（：／ Seoullyeok Dosim-gonghang teomineol */?）是韩国的航站楼之一。为仁川國際機場鐵道的一部分。
首尔站城市航站楼是一个公共交通设施，乘坐特定航班的旅客可以在前往机场前在首尔站办理行李托运手续，并在机场海关办理加急入境手续。自2015年2月起，首尔站城市航站楼仅为乘坐韩亚航空（及与韩亚航空有代码共享协议的航空公司营运的部分航班）、大韩航空、济州航空航班的旅客服务。